# Julio Alizón García
Julio Alizón García fue un ingeniero y economista argentino, que se desempeñó como Ministro de Finanzas durante la autoproclamada Revolución Libertadora bajo las presidencias de Eduardo Lonardi y Pedro Eugenio Aramburu.

## Trayectoria
Ingresó a trabajar en la Comisión Económica para América Latina y el Caribe (CEPAL) Sus ideas coincidían con las Álvaro Alsogaray, quien durante el gobierno de facto de la Revolución Libertadora fue subsecretario de industria y Ministro de Industria. Durante su paso por en ministerio dispuso la intervención de 40 firmas nacionales y extranjeras, entre ellas industrias como Kaises Argentina, Mercedes Benz, Fiat, Deuz, etc. En 1956 firmó un acuerdo con empresas fabricantes de tractores que lo llevó a un fuerte conflicto con la cámara argentina de fabricación de tractores y maquinaria agrícola, por los contratos que otorgaban el total control del sector a cuatro empresas extranjeras. La cámara sotenía que el oligopolio permitía a dichas firmas incrementar los precios abruptamente y cometer practicas desleales, violentando los principios de competencia.
Al finalizar su período, Argentina se encontraba en default, y la deuda externa había crecido hasta alcanzar los 1800 millones de dólares. El déficit fiscal que en 1957 era de 27 000 millones de pesos moneda nacional, en 1958 se elevó a 38 000 millones. Durante su gestión sumó nuevas obligaciones externas por 700 millones de dólares estadounidenses, que no pudo pagar, dejando al país al borde del default. En 1955, meses antes de asumir como minsitro, Argentina era un país acreedor y el Banco Central tenía 371 millones de dólares en reservas. Estuvo entre quienes colaboraron en lo que luego sería el informe y el plan Prebisch.
También fue presidente del Banco Central.